# Baiona (Galiza)

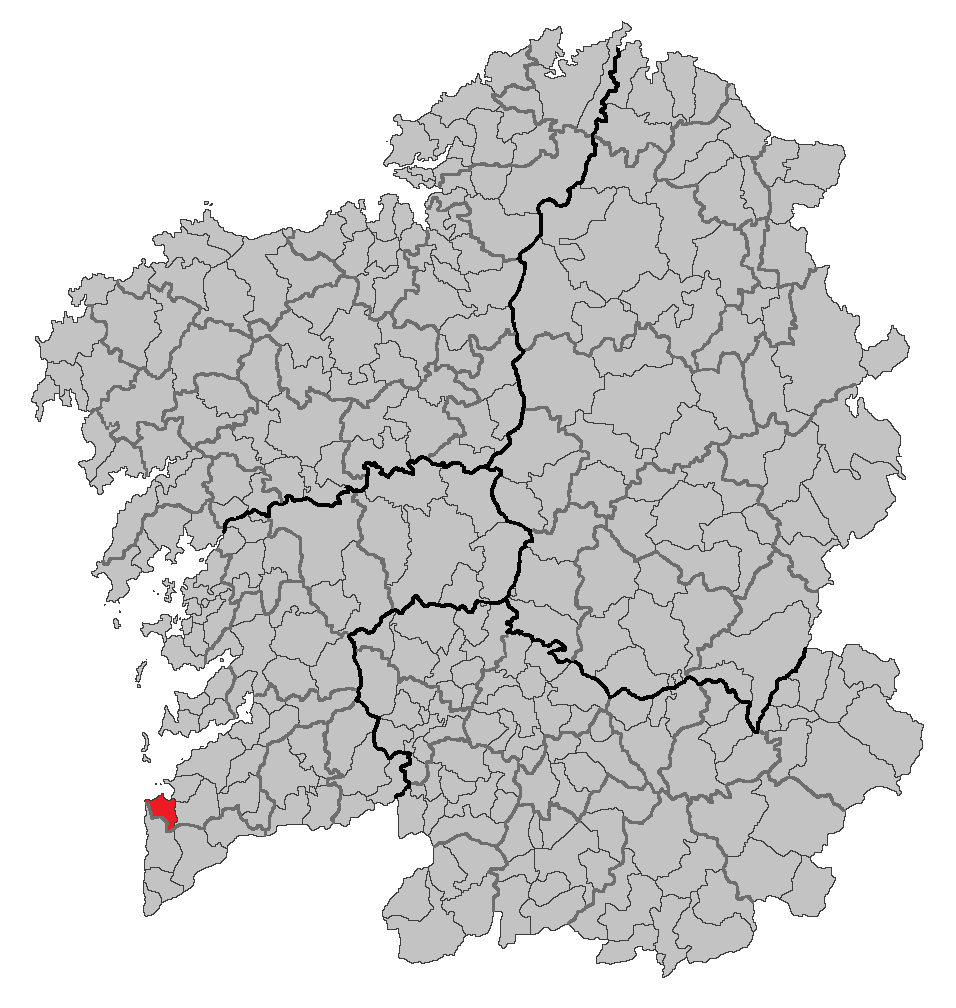
Localização de Baiona (Espanha)

Baiona (em espanhol, Bayona) é um município na província de Pontevedra, comunidade autónoma da Galiza, em Espanha, de área 35,35 km² com população de 11 839 habitantes (2007) e densidade populacional de 334,91 hab./km². Baiona integra a área metropolitana de Vigo.
Está limitada a norte pelo Oceano Atlântico e pelo município de Nigrán, a sul com o de Oia, a este com os de Gondomar e Tomiño e a oeste com o Oceano Atlântico e com o município de Oia.
Aqui atracou, a 1 de Março de 1493, a caravela La Pinta ("Pinta" em Português) comandada por Martín Alonso Pinzón, com a notícia do descobrimento da América por Cristóvão Colombo.

## Demografia
| Variação demográfica do município entre 1991 e 2004 | Variação demográfica do município entre 1991 e 2004 | Variação demográfica do município entre 1991 e 2004 | Variação demográfica do município entre 1991 e 2004 |
| --------------------------------------------------- | --------------------------------------------------- | --------------------------------------------------- | --------------------------------------------------- |
| 1991                                                | 1996                                                | 2001                                                | 2004                                                |
| 10 122                                              | 10 499                                              | 10 931                                              | 11 337                                              |

## Património edificado
- Castelo de Monterreal